# مدرسه نواب
مدرسه نواب مربوط به دوره صفوی - دوره معاصر است و در مشهد، خیابان علیا (بالا خیابان)، خیابان شیرازی کنونی واقع شده و در تاریخ ۲۶ تیر ۱۳۵۷ با شمارهٔ ثبت ۱۶۱۵ به‌عنوان یکی از آثار ملی ایران به ثبت رسیده است.
این بنا با نام صالحیه نواب نیز شناخته می‌شود. این بنا به همت ابوصالح رضوی در دوره سلطنت شاه سلیمان صفوی به سال ۱۰۸۶ قمری بنا شده است. مدرسه نواب شامل سه طبقه با ۷۵ حجره می‌باشد که با کاشی‌های الوان مزین گردیده است.

## وضعیت کنونی
مدرسه نواب اکنون نیز به عنوان یکی از مدارس علمیهٔ تخصصی حوزه علمیه خراسان فعال است و طلاب، پس از اتمام سطح یک حوزه از طریق آزمون ورودی برای تحصیل سطوح دو و سه در رشته‌های فقه و اصول، کلام اسلامی، فلسفه و کلام اسلامی، ادبیات عرب، مشاوره با رویکرد اسلامی و فقه و حقوق در این مدرسه انتخاب می‌شوند.